# Resolutie 1833 Veiligheidsraad Verenigde Naties
Resolutie 1833 van de Veiligheidsraad van de Verenigde Naties werd op 22 september 2008 met unanimiteit aangenomen door de VN-Veiligheidsraad en verlengde de autorisatie van de ISAF-macht van de NAVO in Afghanistan met nog eens een jaar.

## Achtergrond
In 1979 werd Afghanistan bezet door de Sovjet-Unie, die vervolgens werd bestreden door Afghaanse krijgsheren. Toen de Sovjets zich in 1988 terugtrokken raakten ze echter slaags met elkaar. In het begin van de jaren 1990 kwamen ook de Taliban op. In september 1996 namen die de hoofdstad Kabul in. Tegen het einde van het decennium hadden ze het grootste deel van het land onder controle en riepen ze een streng islamitische staat uit. 
In 2001 verklaarden de Verenigde Staten met bondgenoten hun de oorlog en moesten ze zich terugtrekken, waarna een interim-regering werd opgericht. Die stond onder leiding van Hamid Karzai die in 2004 tot president werd verkozen. 

## Inhoud

### Waarnemingen
Men bleef bezorgd om de veiligheid in Afghanistan door het gestegen geweld en terreuractiviteiten door de Taliban, Al Qaida, illegale gewapende groepen en drugshandelaren. De ISAF-macht werd aangemoedigd de Afghaanse acties tegen de illegale drugsproductie en -handel te blijven ondersteunen. Ook werden alle aanvallen, zelfmoordaanslagen tegen de bevolking en het gebruik van de bevolking als menselijk schild nog eens veroordeeld.
Afghanistan zou zelf de leiding nemen over de organisatie van de volgende presidentsverkiezingen. Het was van belang dat de ISAF mee hielp zorgen voor veilige omstandigheden hiervoor.

### Handelingen
De autorisatie van de ISAF werd opnieuw met een periode van 12 maanden verlengd. Ook werden de lidstaten die eraan deelnamen weer geautoriseerd om alle nodige maatregelen te nemen om hun mandaat uit te voeren. Ook werden zij opgeroepen ISAF verder te versterken.

## Verwante resoluties
- Resolutie 1806 Veiligheidsraad Verenigde Naties
- Resolutie 1817 Veiligheidsraad Verenigde Naties
- Resolutie 1868 Veiligheidsraad Verenigde Naties (2009)
- Resolutie 1890 Veiligheidsraad Verenigde Naties (2009)

Lijst ·  1795 ·  1796 ·  1797 ·  1798 ·  1799 ·  1800 ·  1801 ·  1802 ·  1803 ·  1804 ·  1805 ·  1806 ·  1807 ·  1808 ·  1809 ·  1810 ·  1811 ·  1812 ·  1813 ·  1814 ·  1815 ·  1816 ·  1817 ·  1818 ·  1819 ·  1820 ·  1821 ·  1822 ·  1823 ·  1824 ·  1825 ·  1826 ·  1827 ·  1828 ·  1829 ·  1830 ·  1831 ·  1832 ·  1833 ·  1834 ·  1835 ·  1836 ·  1837 ·  1838 ·  1839 ·  1840 ·  1841 ·  1842 ·  1843 ·  1844 ·  1845 ·  1846 ·  1847 ·  1848 ·  1849 ·  1850 ·  1851 ·  1852 ·  1853 ·  1854 ·  1855 ·  1856 ·  1857 ·  1858 ·  1859